# Overbroek (Antwerpen)
Overbroek is een dorp in de Belgische provincie Antwerpen. Het ligt in de gemeente Brecht, een paar kilometer ten westen van het dorpscentrum van Brecht. Het dorp heeft zijn eigen parochie, gewijd aan Sint-Willibrordus.

## Bezienswaardigheden
- De neogotische Sint-Willibrorduskerk werd in 1890-1891 opgericht. Na schade in de Tweede Wereldoorlog werd ze hersteld.

## Natuur en landschap
Overbroek ligt ten zuidoosten van het Groot Schietveld. Ten zuidoosten van het dorp bevindt zich de A1.

## Bekende inwoners
- Adrianus Broomans (1824 - 1900), politicus

## Nabijgelegen kernen
Sint-Job-in-'t-Goor, Brecht, Maria-ter-Heide